# 구수영
구수영(具壽永, 1456년(세조 2) ~ 1523년(중종 18))은 조선의 무신이다. 본관은 능성(綾城). 자는 미숙(眉叔). 구치홍(具致洪)의 아들이다.
중종반정에 가담하여 정국공신(靖國功臣) 2등에 책록되고 능천부원군(綾川府院君)에 봉해졌다.
자신은 영응대군의 사위가 되었고 사남 구문경은 연산군의 딸 휘신공주(徽愼公主)과 혼인하여 연산군의 사위가 되었으며, 현손녀는 종친인 정원군과 혼인하여 연주군부인(連珠郡夫人)에 봉해졌다가 인조반정으로 아들 능양군이 조선 제 16대 왕 인조로 즉위함에 따라 인조의 아버지 정원군이 원종으로 추존되어 현손녀인 구씨도 인헌왕후(仁獻王后)로 추존되었다.

## 가족 관계
- 정실부인 : 영응대군의 딸 길안현주 정경부인 이억천(吉安縣主 貞敬夫人 李億千)
  - 장남 : 구숭경(具崇璟)
  - 며느리 : 파평군(坡平君) 윤보(尹甫) 딸
    - 손녀 : 파평령(坡平令) 이찬(李瓚)에게 출가

  - 차남 : 구희경(具希璟)
  - 며느리 : 유수(留守) 신수겸(愼守謙)의 딸(신수겸은 연산군의 처남 신수근의 아우이다.)
    - 손자 : 구순(具淳)
    - 손자며느리: 이징원의 딸-전주 이씨
      - 증손자: 구사맹
        - 현손녀:인헌왕후+ 원종(선조+인빈김씨)

    - 손자 : 구준(具準)

  - 며느리 : 호군(護軍) 정서량(鄭恕良)의 딸(후취)
    - 손자 : 구씨

  - 삼남 : 구승경(具承璟)
  - 며느리 : 익산 군수(益山郡守) 권자균(權自均)의 딸
    - 손녀 : 구씨

  - 사남 : 폐 능양위(廢 綾陽尉) 구문경(具文璟)
  - 며느리 : 휘신공주(徽愼公主, 1495년 ~ ?, 연산군의 딸)
    - 손자 : 구엄(具渰)

  - 오남 : 구신경(具信璟)
  - 며느리 : 예빈시 정(禮賓寺正) 이균(李鈞)의 딸
    - 손자 : 구윤(具潤)
    - 손녀 : 구씨

  - 장녀 : 구순복
  - 사위 : 임희재(任熙載,1472~1504)
    - 외손녀 : 신홍조(愼弘祚)에게 출가

  - 차녀 : 안양군(安陽君) 이항(李㤚)에게 출가
    - 외손녀 : 이사제(李思齊)에게 출가

  - 삼녀 : 최상(崔祥)에게 출가(3남 3녀가 있지만 1남 1녀만 기록되어 있다)
    - 외손 : 최사성(崔師聖)
    - 외손녀 : 이발(李拔)에게 출가

  - 사녀 : 이희현(李希賢)에게 출가
    - 외손녀 : 이씨

  - 오녀 : 심광문(沈光門, 심광언의 형)에게 출가

- 부실부인
  - 육남 : 구인손(具麟孫)
    - 며느리 : 연성군(燕城君) 김준손(金俊孫)의 첩의 딸

  - 칠남 : 구인종(具麟種)
  - 팔남 : 구인동(具麟童)
  - 육녀 : 우림위(羽林衛) 임유명(林有名)에게 출가